# Banhan Sinlapa-acha
Banhan Sinlapa-acha (ou Banharn Silpa-archa, thaï : บรรหาร ศิลปอาชา), né le 19 août 1932 à Suphanburi et mort le 23 avril 2016 à Bangkok, est un homme d'affaires et homme d'État thaïlandais. Membre du Parti de la Nation thaïe, il en a été le chef pendant 14 ans et a été membre de la Chambre des représentants pendant plus de 25 ans. Il a aussi occupé de nombreuses fonctions ministérielles, dont notamment celle de Premier ministre de 1995 à 1996.

## Biographie
Banharn Silpa-archa commence sa carrière dans les affaires (comme Thaksin Shinawatra, Chai Chidchob et la famille Thueaksuban) et fait fortune dans la construction. Il est surnommé "Monsieur distributeur automatique" : ponts, infrastructures et barrages hydrauliques sont de son fait, et portent généralement son nom.
Ensuite, en 1976, il continue sa carrière dans la politique et il est élu député dans sa province natale de Suphanburi.
Il est nommé Premier Ministre en 1995 et 1996.
Puis il redevient député de Suphanburi, régulièrement réélu, parfois avec un taux proche de 90% des suffrages exprimés.

Après le coup d'état de 2006, il est déclaré inéligible pour 5 ans (comme Thaksin) ; son parti le Thai Nation Party est dissous (comme leThai Rak Thai / ไทยรักไทย /« les Thaï aiment les Thaï » de Thaksin) ; et toujours , son parti renaît sous un autre nom, le Chartthaipattana, sous la direction d'un proche (son frère cadet Chumpol) (suivant le modèle du parti de Thaksin qui devient Parti Pheu Thai).